# Banksetosa
Banksetosa es un género de arañas araneomorfas de la familia Salticidae. Se encuentra en Panamá.

## Lista de especies
Según The World Spider Catalog 12.5:::
- Banksetosa dubia Chickering, 1946
- Banksetosa notata Chickering, 1946